# 다리오 캄페오토
다리오 캄페오토(Dario Campeotto, 1939년 2월 1일 ~ )는 덴마크의 가수이다. 이탈리아 출신인 엠마 캄페오토(Emma Campeotto)-에르네스토 캄페오토(Ernesto Campeotto) 부부의 아들로 태어났으며 유로비전 송 콘테스트 1961에서 덴마크 대표로 참가했다.

## 음반
- 1961: Angelique

## 출연 작품
- 1960: Eventyrrejsen
- 1961: Peters Baby
- 1962: Han, hun, Dirch og Dario
- 1966: Flagermusen
- 1967: Nyhavns glade gutter
- 2001: Flyvende farmor